# Slani travnik
Slani travnik je travnik, ki je izpostavljen preplavljanju s slano vodo. Je obrežni močvirski ekosistem.

## Slani travnik pri Sv. Nikolaju v Ankaranu
Pri Sv. Nikolaju v Ankaranu najdemo območja z muljastimi, vlažnimi in slanimi tlemi. Na teh območjih se je razvil poseben tip travnika. Tem travnikom pravimo sredozemski oz. slani travniki. V Sloveniji jih najdemo samo tukaj, prav tako pa jih je po Evropi vse manj. Da bi jih ohranili za prihodnje rodove, je nastalo ekološko omrežje Natura 2000.
Sredozemske slane travnike lahko prepoznamo po obmorskem ločju (Juncus maritimus). Njegovi rjavi cvetovi so združeni v metlicam podobna socvetja, njegova visoka stebla pa rastejo v šopih. Poleg obmorskega ločja najdemo v bogatem sestoju še druge slanoljubne rastline. Na primer: obmorska nebina (Aster tripolium), obmorski oman (Inula crithmoides), modrikasti pelin (Artemisia caerulescens) in cornutijev trpotec (Plantago cornuti). 
Tukaj najdemo tudi dve dragocenosti rastlinskega sveta. To sta slanoljubni rastlini, ki sta do nedavnega veljali  za izumrli. Če ju hočemo ohraniti, moramo zavarovati njun življenjski prostor.
- Obmorski lan (Linum martimum) je sorodna vrsta bolj znanega navadnega lanu (cveti modro) iz katerega izdelujejo tkanine in papir. Cvetovi obmorskega lanu so rumene barve in se odprejo maja.
- Podobna rastlina je tudi tavžentroža (različne vrste). Navadno tavžentrožo najdemo po vsej Sloveniji, medtem ko klasnata tavžentroža (Centaurium spicatum) uspeva samo na slanih tleh.